# Stati Uniti d'America ai XIV Giochi olimpici invernali
Gli Stati Uniti d'America parteciparono ai XIV Giochi olimpici invernali, svoltisi a Sarajevo, Jugoslavia, dall'8 al 19 febbraio 1984, con una delegazione di 107 atleti impegnati in dieci discipline.

## Delegazione
| Sport                   | Uomini | Donne | Totale |
| ----------------------- | ------ | ----- | ------ |
| Biathlon                | 6      | 0     | 6      |
| Bob                     | 10     | 0     | 10     |
| Combinata nordica       | 3      | 0     | 3      |
| Hockey su ghiaccio      | 20     | 0     | 20     |
| Pattinaggio di figura   | 9      | 9     | 18     |
| Pattinaggio di velocità | 6      | 7     | 13     |
| Salto con gli sci       | 5      | 0     | 5      |
| Sci alpino              | 5      | 6     | 11     |
| Sci di fondo            | 7      | 5     | 12     |
| Slittino                | 6      | 3     | 9      |
| Totale                  | 77     | 30    | 107    |

## Medagliere per discipline
| Sport                 | Oro | Argento | Bronzo | Totale |
| --------------------- | --- | ------- | ------ | ------ |
| Sci alpino            | 3   | 2       | 0      | 3      |
| Pattinaggio di figura | 1   | 2       | 0      | 1      |
| Totale                | 4   | 4       | 0      | 8      |

## Medaglie d'oro
| Medaglia | Nome             | Sport                 | Evento           |
| -------- | ---------------- | --------------------- | ---------------- |
| Oro      | Bill Johnson     | Sci alpino            | Discesa libera   |
| Oro      | Debbie Armstrong | Sci alpino            | Slalom gigante   |
| Oro      | Phil Mahre       | Sci alpino            | Slalom speciale  |
| Oro      | Scott Hamilton   | Pattinaggio di figura | Singolo maschile |

## Medaglie d'argento
| Medaglia | Nome                              | Sport                 | Evento            |
| -------- | --------------------------------- | --------------------- | ----------------- |
| Argento  | Christin Cooper                   | Sci alpino            | Slalom gigante    |
| Argento  | Steve Mahre                       | Sci alpino            | Slalom speciale   |
| Argento  | Kitty Carruthers Peter Carruthers | Pattinaggio di figura | Coppia            |
| Argento  | Rosalynn Sumners                  | Pattinaggio di figura | Singolo femminile |

## Biathlon

### Uomini
| Gara         | Atleta         | Penalità 1 | Tempo   | Posizione |
| ------------ | -------------- | ---------- | ------- | --------- |
| 10 km Sprint | Bill Carow     | 0          | 33:05.8 | 20        |
| 10 km Sprint | Donald Nielsen | 3          | 35:23.3 | 42        |
| 10 km Sprint | Josh Thompson  | 4          | 35:10.5 | 40        |

| Gara  | Atleta       | Tempo     | Penalità | Tempo corretto 2 | Posizione |
| ----- | ------------ | --------- | -------- | ---------------- | --------- |
| 20 km | Glen Eberle  | 1'18:15.0 | 4        | 1'22:15.0        | 33        |
| 20 km | Martin Hagen | 1'18:19.8 | 12       | 1'30:19.8        | 53        |
| 20 km | Lyle Nelson  | 1'14:05.4 | 7        | 1'21:05.4        | 26        |

| Gara                 | Atleti                                              | Penalità 1 | Tempo     | Posizione |
| -------------------- | --------------------------------------------------- | ---------- | --------- | --------- |
| Staffetta 4 × 7,5 km | Bill Carow Lyle Nelson Donald Nielsen Josh Thompson | 12         | 1'44:31.9 | 11        |

Legenda
1 Per ogni bersaglio mancato è previsto un giro di penalità di 150 m.
2 Per ogni bersaglio mancato al tempo è aggiunto un minuto.

## Bob
| Bob   | Atleti                          | Gara      | 1ª manche | 1ª manche | 2ª manche | 2ª manche | 3ª manche | 3ª manche | 4ª manche | 4ª manche | Totale  | Totale    |
| Bob   | Atleti                          | Gara      | Tempo     | Posizione | Tempo     | Posizione | Tempo     | Posizione | Tempo     | Posizione | Tempo   | Posizione |
| ----- | ------------------------------- | --------- | --------- | --------- | --------- | --------- | --------- | --------- | --------- | --------- | ------- | --------- |
| USA-1 | Brent Rushlaw James Tyler       | Bob a due | 53.01     | 16        | 52.99     | 12        | 52.35     | 13        | 52.40     | 8         | 3:30.75 | 15        |
| USA-2 | Frederick Fritsch Wayne DeAtley | Bob a due | 53.47     | 21        | 53.32     | 17        | 52.63     | 16        | 52.78     | 16        | 3:32.20 | 17        |

| Bob   | Atleti                                         | Gara          | 1ª manche | 1ª manche | 2ª manche | 2ª manche | 3ª manche | 3ª manche | 4ª manche | 4ª manche | Totale  | Totale    |
| Bob   | Atleti                                         | Gara          | Tempo     | Posizione | Tempo     | Posizione | Tempo     | Posizione | Tempo     | Posizione | Tempo   | Posizione |
| ----- | ---------------------------------------------- | ------------- | --------- | --------- | --------- | --------- | --------- | --------- | --------- | --------- | ------- | --------- |
| USA-1 | Jeff Jost Joe Briski Tom Barnes Hal Hoye       | Bob a quattro | 50.83     | 11        | 50.97     | 8         | 50.89     | 5         | 50.64     | 4         | 3:23.33 | 5         |
| USA-2 | Brent Rushlaw Ed Card James Tyler Frank Hansen | Bob a quattro | 51.04     | 13        | 51.35     | 14        | 51.58     | 18        | 51.53     | 15        | 3:25.50 | 16        |

## Combinata nordica
| Atleta       | Gara        | Salto    | Salto    | Salto  | Salto     | Fondo   | Fondo   | Fondo     | Totale  | Totale    |
| Atleta       | Gara        | 1° Salto | 2° Salto | Totale | Posizione | Tempo   | Punti   | Posizione | Punti   | Posizione |
| ------------ | ----------- | -------- | -------- | ------ | --------- | ------- | ------- | --------- | ------- | --------- |
| Pat Ahern    | Individuale | 103.5    | 91.6     | 195.1  | 17°       | 49'55"2 | 189.520 | 17°       | 384.620 | 17°       |
| Kerry Lynch  | Individuale | 95.9     | 85.9     | 181.8  | 22°       | 48'02”9 | 206.365 | 3°        | 388.165 | 13°       |
| Mike Randall | Individuale | 70.2     | 75.6     | 145.8  | 27°       | 51'31”0 | 175.150 | 25°       | 320.950 | 28°       |

## Hockey su ghiaccio

### Roster
| Portieri   | Marc Behrend Bob Mason |
| Difensori  | Chris Chelios Mark Fusco Tom Hirsch Al Iafrate David H. Jensen |
| Attaccanti | Scott Bjugstad Bob Brooke Scott Fusco Steven Griffith Paul Guay John Harrington David A. Jensen Mark Kumpel Pat LaFontaine Corey Millen Eddie Olczyk Gary Sampson Phil Verchota |

### Risultati

#### Gruppo B
| 7 febbraio 1984  |             |                   |
| Stati Uniti      | Canada      | 2:4 (1:2,1:1,0:1) |
| 9 febbraio 1984  |             |                   |
| Cecoslovacchia   | Stati Uniti | 4:1 (2:1,1:0,1:0) |
| 11 febbraio 1984 |             |                   |
| Norvegia         | Stati Uniti | 3:3 (1:2,1:0,1:1) |
| 13 febbraio 1984 |             |                   |
| Stati Uniti      | Austria     | 7:3 (2:1,0:1,5:1) |
| 15 febbraio 1984 |             |                   |
| Finlandia        | Stati Uniti | 3:3 (1:0,1:2,1:1) |

##### Classifica
| Pos. | Squadra        | G | V | N | P | Gf | Gs | Diff. | Punti |
| 1    | Cecoslovacchia | 5 | 5 | 0 | 0 | 38 | 7  | +31   | 10    |
| 2    | Canada         | 5 | 4 | 0 | 1 | 24 | 10 | +14   | 8     |
| 3    | Finlandia      | 5 | 2 | 1 | 2 | 27 | 19 | +8    | 5     |
| 4    | Stati Uniti    | 5 | 1 | 2 | 2 | 16 | 17 | -1    | 4     |
| 5    | Austria        | 5 | 1 | 0 | 4 | 13 | 37 | -24   | 2     |
| 6    | Norvegia       | 5 | 0 | 1 | 4 | 15 | 43 | -28   | 1     |

### Finale per il 7º posto
| 17 febbraio 1984 |         |                   |
| Stati Uniti      | Polonia | 7:4 (2:2,4:2,1:0) |

## Pattinaggio di figura
| Gara      | Atleta                            | CF | SP | FS | TFP  | Posizione |
| --------- | --------------------------------- | -- | -- | -- | ---- | --------- |
| Maschile  | Brian Boitano                     | 8  | 3  | 5  | 11.0 | 5         |
| Maschile  | Mark Cockerell                    | 18 | 17 | 10 | 27.6 | 13        |
| Maschile  | Scott Hamilton                    | 1  | 2  | 2  | 3.4  | Oro       |
| Femminile | Tiffany Chin                      | 12 | 2  | 3  | 11.0 | 4         |
| Femminile | Rosalynn Sumners                  | 1  | 5  | 2  | 4.6  | Argento   |
| Femminile | Elaine Zayak                      | 13 | 6  | 4  | 14.2 | 6         |
| Coppia    | Kitty Carruthers Peter Carruthers |    | 2  | 2  | 3.0  | Argento   |
| Coppia    | Lea Ann Miller William Fauver     |    | 10 | 10 | 15.0 | 10        |
| Coppia    | Jill Watson Burt Lancon           |    | 8  | 6  | 10.0 | 6         |
| Danza     | Judy Blumberg Michael Seibert     | 3  | 3  | 4  | 7.0  | 4         |
| Danza     | Carol Fox Richard Dalley          | 6  | 5  | 5  | 10.4 | 5         |
| Danza     | Elisa Spitz Scott Gregory         | 10 | 10 | 10 | 20.0 | 10        |

## Pattinaggio di velocità

### Uomini
| Gara    | Atleta         | Risultato | Risultato |
| Gara    | Atleta         | Tempo     | Posizione |
| ------- | -------------- | --------- | --------- |
| 500 m   | Erik Henriksen | 39.45     | 20        |
| 500 m   | Dan Jansen     | 38.55     | 4         |
| 500 m   | Nick Thometz   | 38.56     | 5         |
| 1000 m  | Erik Henriksen | 1:17.64   | 11        |
| 1000 m  | Dan Jansen     | 1:18.73   | 16        |
| 1000 m  | Nick Thometz   | 1:16.85   | 4         |
| 1500 m  | Erik Henriksen | 2:02.20   | 22        |
| 1500 m  | Mark Mitchell  | 2:04.26   | 33        |
| 1500 m  | Nick Thometz   | 2:00.77   | 14        |
| 5000 m  | Mark Huck      | 7:46.91   | 36        |
| 5000 m  | Mark Mitchell  | 7:34.32   | 21        |
| 5000 m  | Mike Woods     | 7:24.81   | 212       |
| 10000 m | Mark Mitchell  | 15:21.24  | 21        |
| 10000 m | Mike Woods     | 14:57.30  | 7         |

### Donne
| Gara   | Atleta                  | Risultato | Risultato |
| Gara   | Atleta                  | Tempo     | Posizione |
| ------ | ----------------------- | --------- | --------- |
| 500 m  | Bonnie Blair            | 42.53     | 8         |
| 500 m  | Katie Class             | 42.97     | 10        |
| 500 m  | Connie Paraskevin-Young | 43.05     | 13        |
| 1000 m | Katie Class             | 1:27.57   | 17        |
| 1000 m | Mary Docter             | 1:28.55   | 24        |
| 1000 m | Lydia Stephans          | 1:26.73   | 13        |
| 1500 m | Mary Docter             | 2:12.14   | 14        |
| 1500 m | Jane Goldman            | 2:12.94   | 17        |
| 1500 m | Nancy Swider-Peltz      | 2:13.74   | 18        |
| 3000 m | Mary Docter             | 4:36.25   | 6         |
| 3000 m | Jane Goldman            | 4:42.49   | 12        |
| 3000 m | Nancy Swider-Peltz      | 4:40.10   | 10        |

## Salto con gli sci
| Atleta         | Gara               | 1º salto | 1º salto | 2º salto | 2º salto | Totale | Totale    |
| Atleta         | Gara               | Distanza | Punti    | Distanza | Punti    | Punti  | Posizione |
| -------------- | ------------------ | -------- | -------- | -------- | -------- | ------ | --------- |
| Landis Arnold  | Trampolino normale | 81.0     | 92.6     | 79.0     | 89.4     | 182.0  | 28        |
| Jeff Hastings  | Trampolino normale | 84.0     | 99.4     | 86.0     | 104.1    | 203.5  | 9         |
| Mike Holland   | Trampolino normale | 81.0     | 90.6     | 87.0     | 73.7     | 164.3  | 41        |
| Dennis McGrane | Trampolino normale | 86.0     | 102.6    | 73.0     | 75.8     | 178.4  | 33        |
| Jeff Hastings  | Trampolino lungo   | 102.5    | 95.7     | 107.0    | 105.5    | 201.2  | 4         |
| Mike Holland   | Trampolino lungo   | 90.0     | 71.2     | 96.0     | 83.6     | 154.8  | 37        |
| Dennis McGrane | Trampolino lungo   | 71.0     | 7.1      | 89.0     | 72.8     | 79.9   | 53        |
| Reed Zuehlke   | Trampolino lungo   | 96.0     | 85.6     | 95.5     | 82.9     | 168.5  | 29        |

## Sci alpino

### Uomini
| Atleta       | Gara           | 1ª manche | 1ª manche | 2ª manche | 2ª manche | Totale  | Totale    |
| Atleta       | Gara           | Tempo     | Posizione | Tempo     | Posizione | Tempo   | Posizione |
| ------------ | -------------- | --------- | --------- | --------- | --------- | ------- | --------- |
| Bill Johnson | Discesa libera |           |           |           |           | 1:45.59 | Oro       |
| Doug Lewis   | Discesa libera |           |           |           |           | 1:48.49 | 24        |
| Phil Mahre   | Slalom gigante | 1:22.09   | 10        | 1:21.16   | 7         | 2:43.25 | 8         |
| Steve Mahre  | Slalom gigante | 1:23.43   | 18        | 1:22.60   | 18        | 2:46.03 | 17        |
| Tiger Shaw   | Slalom gigante | DNF       | –         | –         | –         | DNF     | –         |
| Phil Mahre   | Slalom         | 51.55     | 3         | 47.86     | 2         | 1:39.41 | Oro       |
| Steve Mahre  | Slalom         | 50.85     | 1         | 48.77     | 9         | 1:39.62 | Argento   |
| Tiger Shaw   | Slalom         | 53.45     | 17        | DNF       | –         | DNF     | –         |

### Donne
| Atleta           | Gara            | 1ª manche | 1ª manche | 2ª manche | 2ª manche | Totale  | Totale    |
| Atleta           | Gara            | Tempo     | Posizione | Tempo     | Posizione | Tempo   | Posizione |
| ---------------- | --------------- | --------- | --------- | --------- | --------- | ------- | --------- |
| Debbie Armstrong | Discesa libera  |           |           |           |           | 1:15.57 | 21        |
| Holly Flanders   | Discesa libera  |           |           |           |           | 1:15.11 | 16        |
| Maria Maricich   | Discesa libera  |           |           |           |           | 1:15.55 | 19        |
| Debbie Armstrong | Slalom gigante  | 1:08.97   | 2         | 1:12.01   | 4         | 2:20.98 | Oro       |
| Christin Cooper  | Slalom gigante  | 1:08.97   | 1         | 1:12.51   | 7         | 2:21.38 | Argento   |
| Tamara McKinney  | Slalom gigante  | 1:10.11   | 8         | 1:11.72   | 1         | 2:21.83 | 4         |
| Cindy Nelson     | Slalom gigante  | 1:11.44   | 20        | 1:13.44   | 18        | 2:24.88 | 18        |
| Christin Cooper  | Slalom speciale | DNF       | –         | –         | –         | DNF     | –         |
| Tamara McKinney  | Slalom speciale | DNF       | –         | –         | –         | DNF     | –         |

## Sci di fondo

### Uomini
| Gara                | Atleta                                          | Risultati | Risultati |
| Gara                | Atleta                                          | Tempo     | Posizione |
| ------------------- | ----------------------------------------------- | --------- | --------- |
| 15 km               | Todd Boonstra                                   | 46:36.5   | 54        |
| 15 km               | Tim Caldwell                                    | 45:21.2   | 39        |
| 15 km               | Bill Koch                                       | 43:53.7   | 27        |
| 15 km               | Dan Simoneau                                    | 43:03.4   | 18        |
| 30 km               | Kevin Brochman                                  | 1:39:24.6 | 47        |
| 30 km               | Jim Galanes                                     | 1'37:21.2 | 36        |
| 30 km               | Bill Koch                                       | 1'33:44.4 | 21        |
| 30 km               | Dan Simoneau                                    | 1'35:50.7 | 29        |
| 50 km               | Audun Endestad                                  | 2'24:14.4 | 18        |
| 50 km               | Jim Galanes                                     | 2'28:00.7 | 31        |
| 50 km               | Bill Koch                                       | 2'24:02.3 | 17        |
| 50 km               | Dan Simoneau                                    | 2'25:43.1 | 26        |
| Staffetta 4 × 10 km | Tim Caldwell Jim Galanes Bill Koch Dan Simoneau | 1'59:52.3 | 8         |

### Donne
| Gara               | Atleta                                                                      | Risultati | Risultati |
| Gara               | Atleta                                                                      | Tempo     | Posizione |
| ------------------ | --------------------------------------------------------------------------- | --------- | --------- |
| 5 km               | Susan Long                                                                  | 19:28.5   | 38        |
| 5 km               | Judy Rabinowitz                                                             | 18:41.5   | 30        |
| 5 km               | Patricia Ross                                                               | 19:30.9   | 40        |
| 5 km               | Lynn von der Heide-Spencer-Galanes                                          | 18:30.8   | 27        |
| 10 km              | Susan Long                                                                  | 34:58.9   | 32        |
| 10 km              | Judy Rabinowitz                                                             | 34:35.1   | 26        |
| 10 km              | Patricia Ross                                                               | 35:41.3   | 39        |
| 10 km              | Lynn von der Heide-Spencer-Galanes                                          | 33:48.2   | 40        |
| 20 km              | Susan Long                                                                  | 1'07:25.9 | 28        |
| 20 km              | Kelly Milligan                                                              | 1'11:50.4 | 37        |
| 20 km              | Judy Rabinowitz                                                             | 1'07:11.4 | 27        |
| 20 km              | Lynn von der Heide-Spencer-Galanes                                          | 1'08:25.0 | 33        |
| Staffetta 4 × 5 km | Susan Long Judy Rabinowitz Patricia Ross Lynn von der Heide-Spencer-Galanes | 1'10:48.4 | 7         |

## Slittino

### Uomini

#### Singolo
| Atleta            | 1ª manche | 1ª manche | 2ª manche | 2ª manche | 3ª manche | 3ª manche | 4ª manche | 4ª manche | Totale   | Totale    |
| Atleta            | Tempo     | Posizione | Tempo     | Posizione | Tempo     | Posizione | Tempo     | Posizione | Tempo    | Posizione |
| ----------------- | --------- | --------- | --------- | --------- | --------- | --------- | --------- | --------- | -------- | --------- |
| David Gilman      | 47.341    | 17        | 48.178    | 26        | 47.151    | 15        | 47.187    | 16        | 3:09.857 | 17        |
| Frank Masley      | 46.890    | 15        | 47.073    | 16        | 46.797    | 12        | 46.990    | 15        | 3:07.750 | 14        |
| Timothy Nardiello | 47.899    | 23        | 47.799    | 22        | 47.784    | 22        | 47.838    | 22        | 3:11.320 | 21        |

#### Doppio
| Atleta                       | 1ª manche | 1ª manche | 2ª manche | 2ª manche | Totale   | Totale    |
| Atleta                       | Tempo     | Posizione | Tempo     | Posizione | Tempo    | Posizione |
| ---------------------------- | --------- | --------- | --------- | --------- | -------- | --------- |
| Raymond Batemal Frank Masley | 43.047    | 12        | 43.284    | 13        | 1:26.331 | 13        |
| Doug Bateman Ronald Rossi    | 42.400    | 10        | 42.251    | 7         | 1:24.651 | 9         |

### Donne
| Atleta         | 1ª manche | 1ª manche | 2ª manche | 2ª manche | 3ª manche | 3ª manche | 4ª manche | 4ª manche | Totale   | Totale    |
| Atleta         | Tempo     | Posizione | Tempo     | Posizione | Tempo     | Posizione | Tempo     | Posizione | Tempo    | Posizione |
| -------------- | --------- | --------- | --------- | --------- | --------- | --------- | --------- | --------- | -------- | --------- |
| Toni Damigella | 45.170    | 25        | 43.187    | 15        | 45.579    | 24        | 43.045    | 17        | 2:56.981 | 20        |
| Theresa Riedl  | 43.520    | 16        | 43.995    | 24        | 44.620    | 21        | 43.130    | 18        | 2:55.265 | 19        |
| Bonny Warner   | 42.632    | 8         | 42.647    | 11        | 44.103    | 19        | 42.528    | 14        | 2:51.910 | 15        |